# Compagnie aeree italiane
Elenco delle compagnie aeree italiane, passeggeri e cargo, attuali e del passato.

## Passeggeri
Elenco delle compagnie aeree nazionali titolari di Licenza di Esercizio e di COA, secondo la normativa europea AIR-OPS che svolgono attività di trasporto aereo di passeggeri con aeromobili di capacità superiore ai 19 posti:
| Compagnia    | Immagine                                                                 | IATA | ICAO | Nominativo | Flotta |
| ------------ | ------------------------------------------------------------------------ | ---- | ---- | ---------- | ------ |
| Aeroitalia   | Boeing 737 di Aeroitalia in atterraggio all'aeroporto di Londra-Stansted | XZ   | AEZ  | AEROITALIA | 13     |
| Air Dolomiti | Air Dolomiti, I-ADJO, Embraer ERJ-195LR                                  | EN   | DLA  | DOLOMITI   | 26     |
| ITA Airways  |                                                                          | AZ   | ITY  | ITARROW    | 100    |
| Neos Air     |                                                                          | NO   | NOS  | MOONFLOWER | 18     |
| SkyAlps      |                                                                          | BQ   | SWU  | SKYALPS    | 8      |

## Cargo
| Compagnia       | Immagine | IATA | ICAO | Nominativo      | Flotta |
| --------------- | -------- | ---- | ---- | --------------- | ------ |
| Cargolux Italia |          | C8   | ICV  | CARGOLUX ITALIA | 4      |
| MSC Air         |          | CP   | LSI  | POSEIDON        | 1      |
| Poste Air Cargo |          | M4   | MSA  | MISTRAL WINGS   | 6      |

## A
- AElia (operativa)
- Aeral (1958-1980)
- Aeralpi Linee Aeree (1962-1968)
- Aerea Teseo (1945-1948)

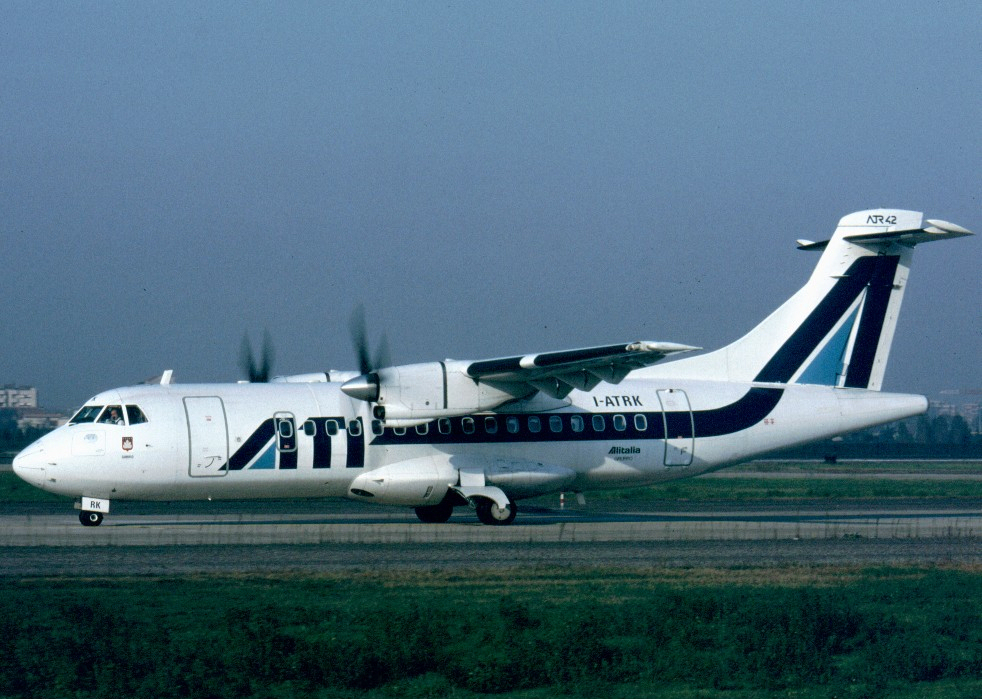
Un ATR 42 di ATI-Aero Trasporti Italiani.

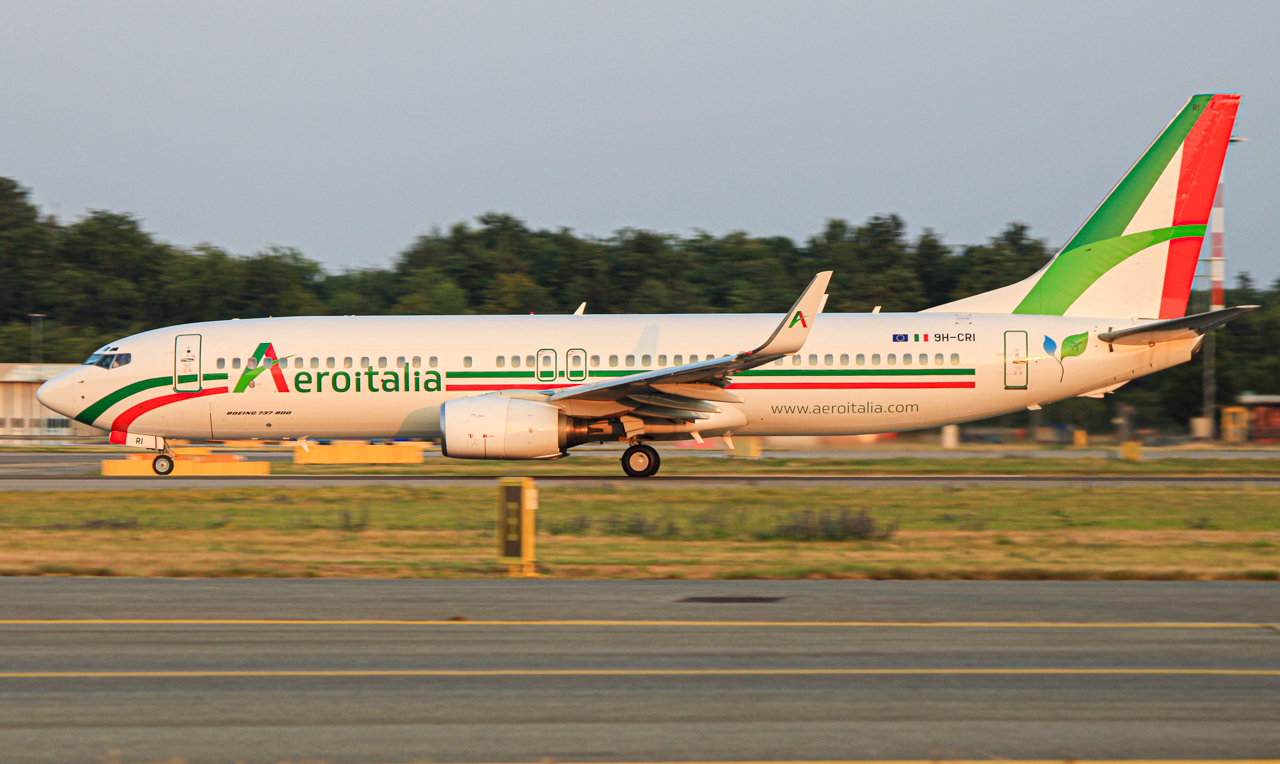
Un Boeing 737-800 di Aeroitalia durante il decollo da Milano Malpensa.

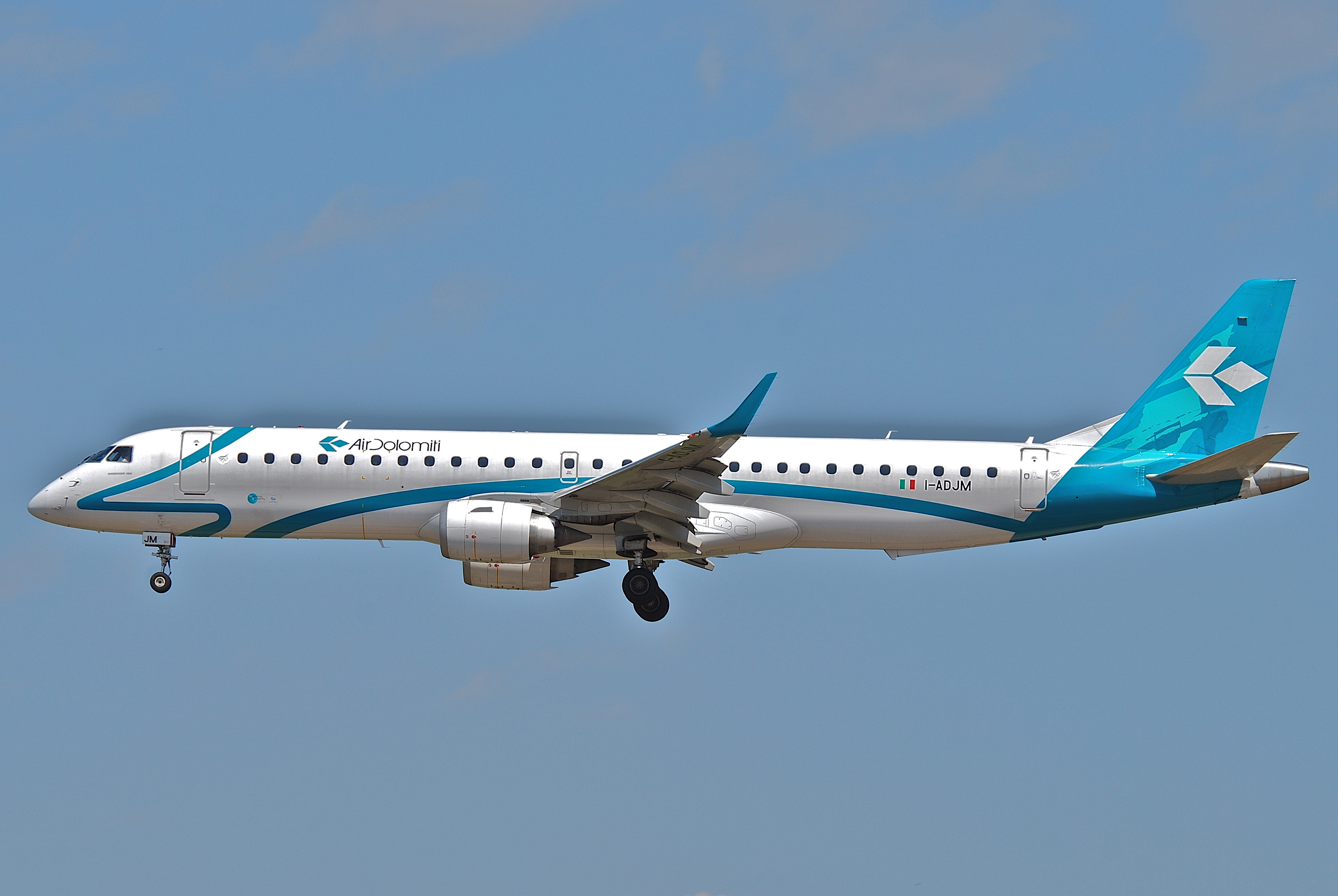
Un Embraer E-195 di Air Dolomiti.

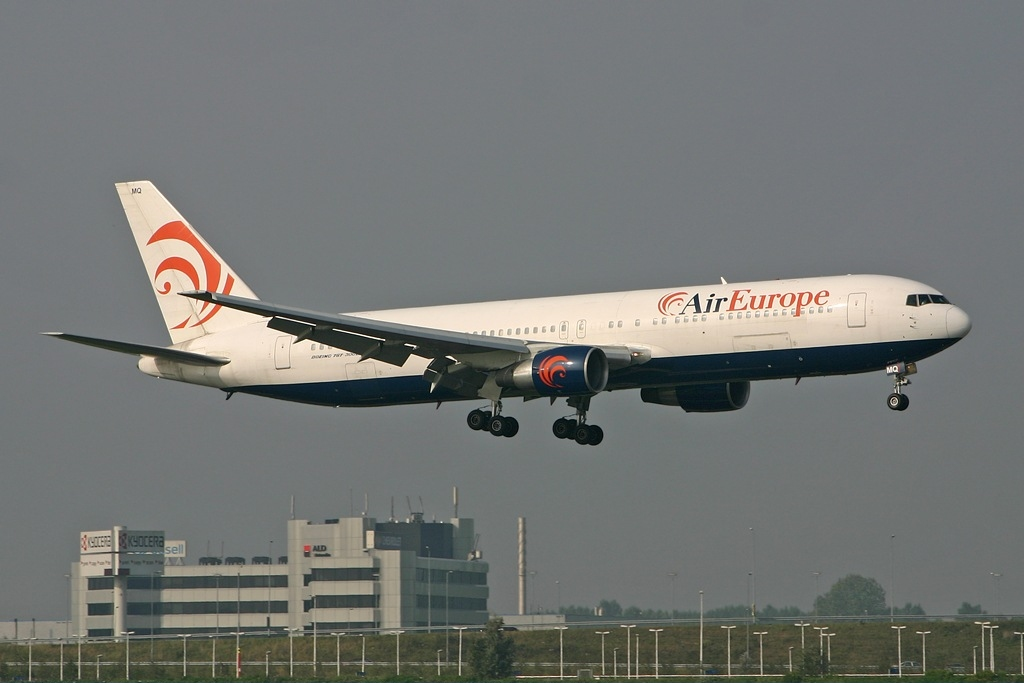
Un Boeing 767 di Air Europe.

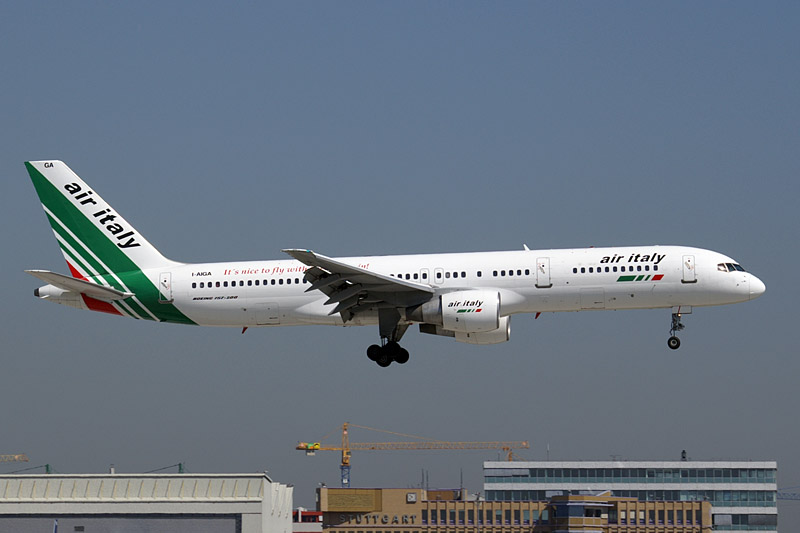
Un Boeing 757-200 di Air Italy.

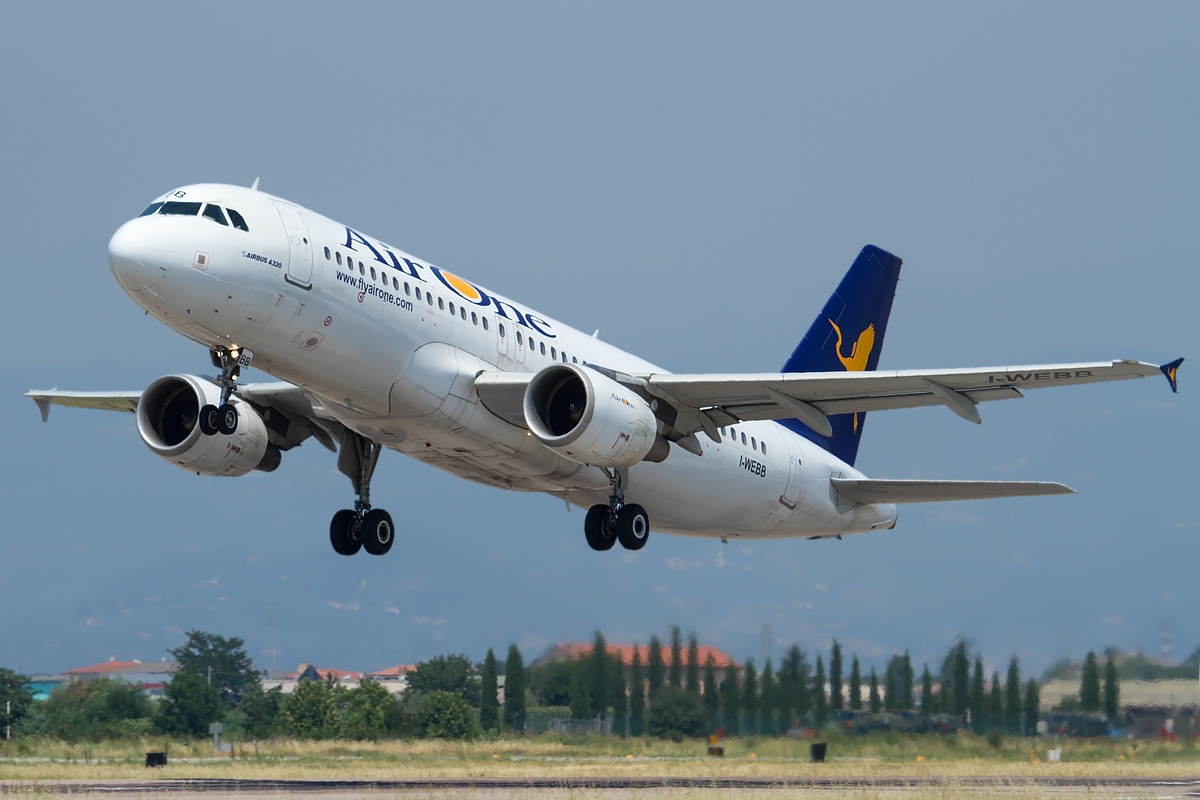
Un Airbus A320-200 di Air One.

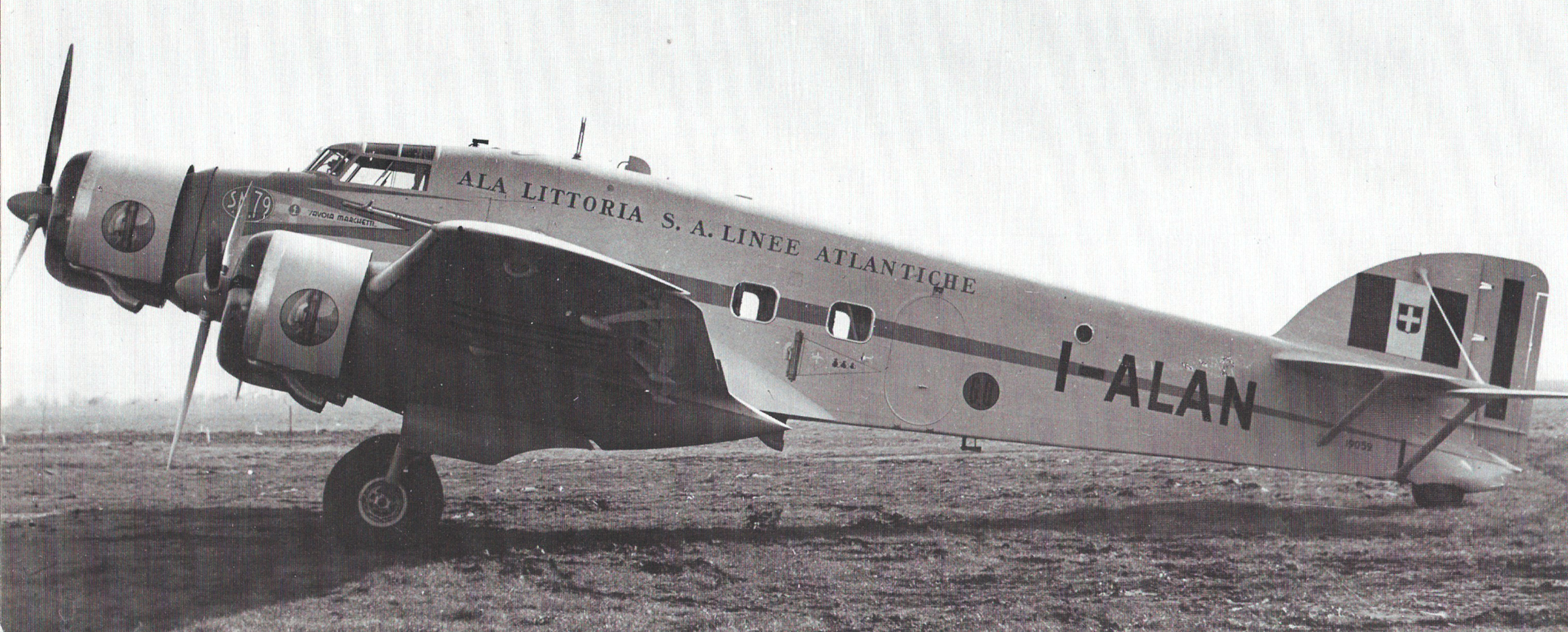
Il Savoia-Marchetti S.M.79 I-ALAN utilizzato da Ala Littoria per la rotta Italia-Brasile.

Un Fokker F28-1000 di Alinord.

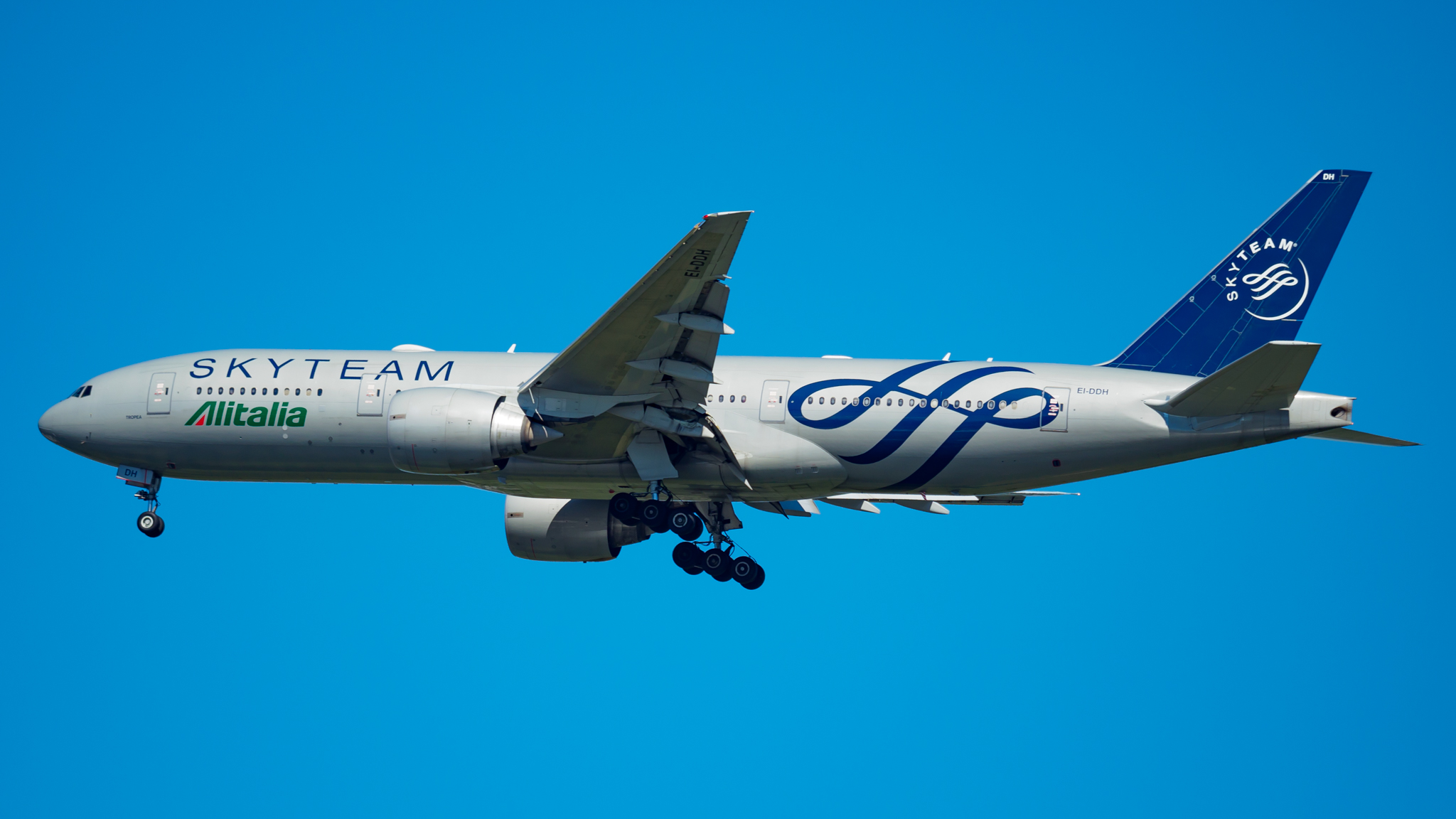
Un Boeing 777-200 di Alitalia in livrea SkyTeam.

- Aermediterranea (1981-1985, assorbita da ATI-Aero Trasporti Italiani)
- Aero Espresso Italiana (1926-1934, assorbita da Ala Littoria)
- Aero Taxi Sud (1989-1990, ribattezzata Sagittair)
- Aeroitalia (2022-operativa)
- Aeropa (1974-1975, in precedenza SAV-Società Aerea Veneziana)
- Aertirrena (1966-1975, assorbita da Avioligure)
- Air Bee (2007-2008)
- Air Columbia (1984-2003, assorbita da TAI-Trasporti Aerei Italiani)
- Air Corporate (elitrasporto, operativa)
- Air Dolomiti (1991-operativa)
- Air Europe (1998-2008)
- Air Halica (2002-2004)
- Air Industria (2002-2003)
- Air Italica (2001-2003)
- Air Italy (2001-2004)
- Air Italy (2005-2018)
- Air Italy (2018-2020, in precedenza Meridiana)
- Air One (1995-2014, in precedenza Aliadriatica. Assorbita da Alitalia)
- Air One CityLiner (2006-2011, ribattezzata Alitalia CityLiner)
- Air Sal (2005-2006)
- Air Sardinia (1985-1994)
- Air Service Center (elitrasporto, operativa)
- Air Service Plus (2003-2008)
- Air Sicilia (1991-2002)
- Air Sud (2016-2016)
- Air Umbria (1992-2014)
- Air Vallée (1987-2016)
- Airday (1999-1999)
- Airgreen (elitrasporto, operativa)
- Airone (1944-1949, fusa in ALI-Flotte Riunite)
- Ala Littoria (1934-1941)
- Alba Servizi Aerotrasporti (operativa)
- Ali Adria (1982-1982)
- ALI-Avio Linee Italiane (1926-1949, fusa in ALI-Flotte Riunite)
- ALI-Flotte Riunite (1949-1952, assorbita da LAI-Linee Aeree Italiane)
- Aliadriatica (1983-1995, ribattezzata Air One)
- Aliblu Airways (1987-1989)
- Alidaunia (1976-operativa, elitrasporto)
- Alieurope (2000-2002, elitrasporto)
- Aligiulia (1974-1986)
- Alinord (1986-1990, in precedenza Cadabo)
- Alisarda (1963-1991, ribattezzata Meridiana)
- AlisCargo Airlines (2021-2022, ribattezzata MSC Air)
- Alisea Airlines (1999-2003)
- Aliserio (1967-operativa)
- Alistar (1992-1993, in precedenza Milair)
- Alisud - Compagnia Aerea Meridionale (1960-1964)
- Alitalia - Aerolinee Italiane Internazionali (1946-1957, fusa con LAI-Linee Aeree Italiane per formare Alitalia-Linee Aeree Italiane)
- Alitalia Cargo System (1947-2009)
- Alitalia - Linee Aeree Italiane (1957-2009, assorbita da Alitalia - Compagnia Aerea Italiana)
- Alitalia - Compagnia Aerea Italiana (2009-2015, assorbita da Alitalia - Società Aerea Italiana)
- Alitalia - Società Aerea Italiana (2015-2021, assorbita da ITA Airways)
- Alitalia CityLiner (2011-2021, in precedenza Air One CityLiner)
- Alitalia Express (1997-2015)
- Alitalia Team (1996-2002, in precedenza Avianova)
- Aliway Airlines (2000-2000)
- Alpi Eagles (1979-2008)
- Altair (1980-1986)
- Ariane (elitrasporto, operativa)
- ATI-Aero Trasporti Italiani (1963-1994, assorbita da Alitalia)
- Avianova (1987-1996, assorbita da Alitalia Team)
- Avincis Aviation Italia (elitrasporto, operativa)
- Avioligure (1975-1980, in precedenza Aertirrena)
- Avionord (elitrasporto, operativa)
- Aviosarda (1997-1999)
- Azzurra Air (1995-2004)

## B
- Belle Air Europe (2009-2013)

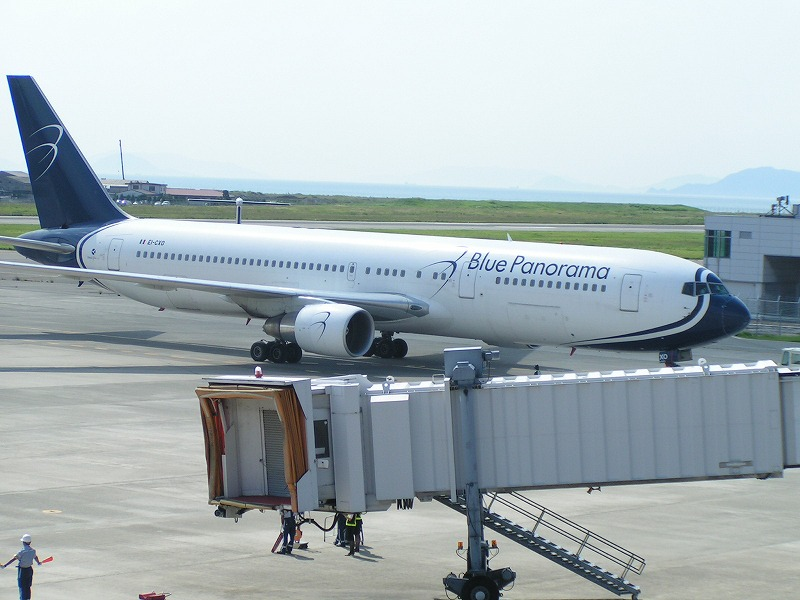
Un Boeing 767-300 di Blue Panorama Airlines.

- Benair International Freight (1998-1999)
- Besit Servizi Aerei (1999-1999)
- Binair (1998-1998)
- Blue Panorama Airlines (1998-2021)

## C

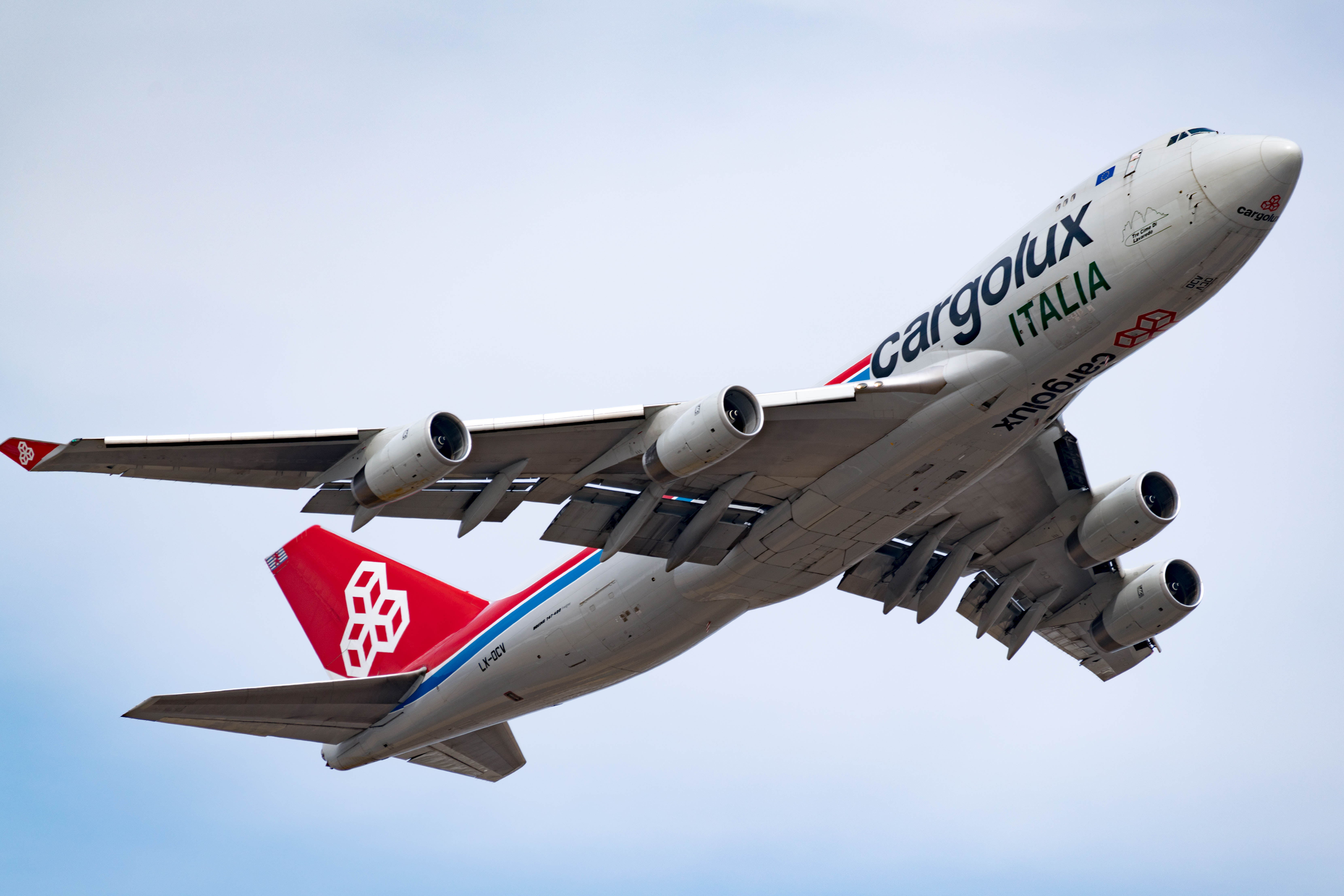
Un Boeing 747-400F di Cargolux Italia.

- Cadabo (1980-1986, ribattezzata Alinord)
- Cargoitalia (2005-2011)
- Cargolux Italia (2009-operativa)
- Ciao Fly (2002-2002)
- CityFly (1999-2006)
- Club Air (2002-2008)
- Compagnia Aeronautica Italiana (operativa)
- Compagnia Italiana Elicotteri (1956-1969, elitrasporto)

## D
- DAT Volidisicilia (2018-operativa)
- Dolphin Air Express (2004-2004)

## E

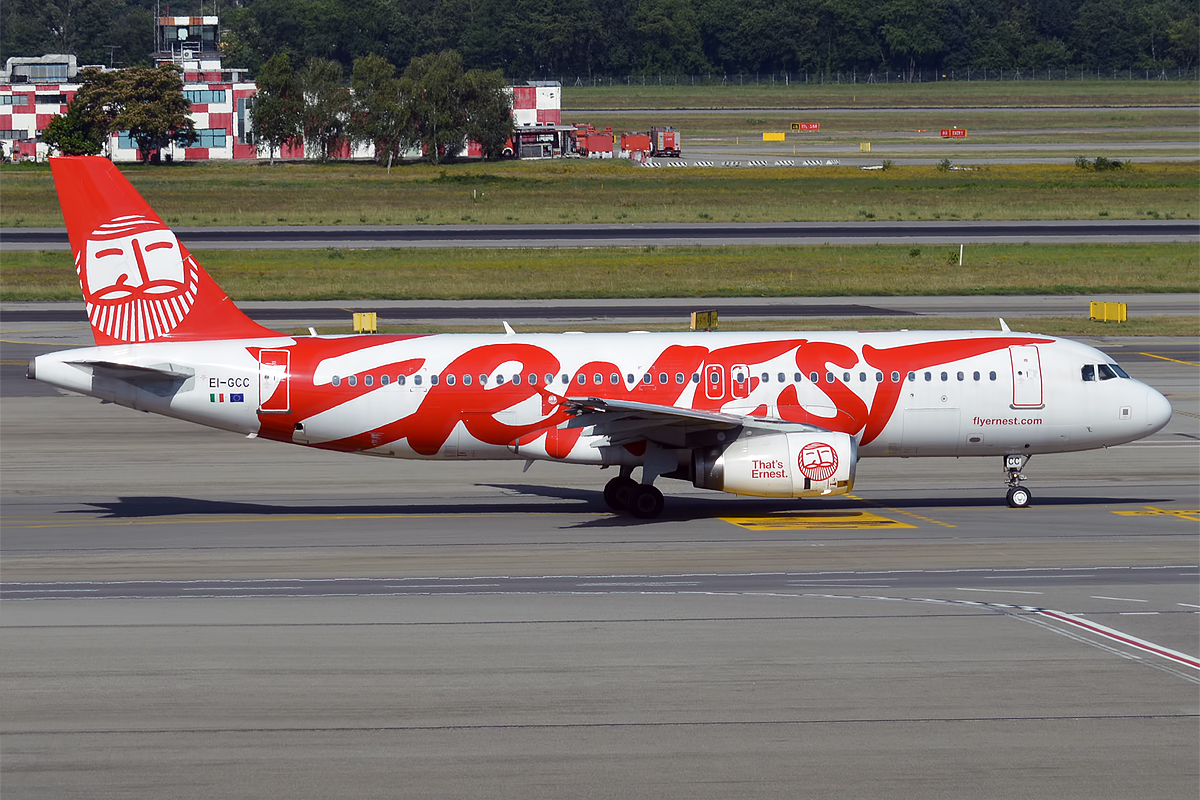
Un Airbus A320-200 di Ernest Airlines.

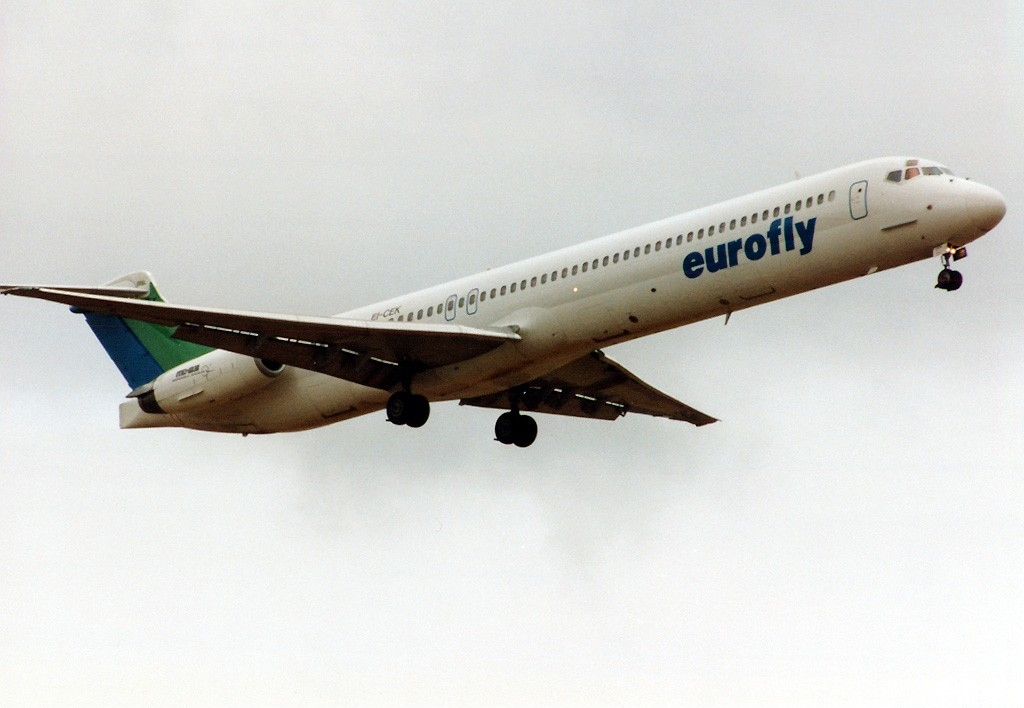
Un McDonnell Douglas MD-83 di Eurofly.

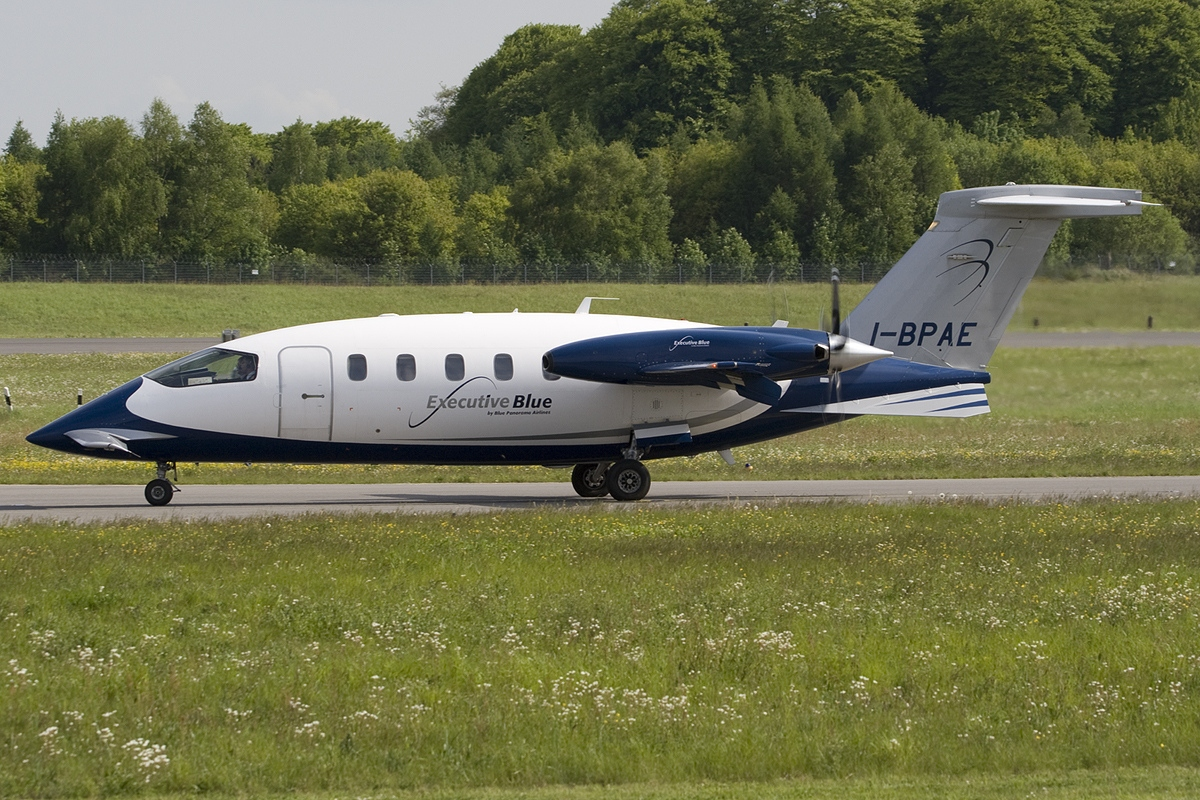
Un Piaggio P180 Avanti di Executive Blue.

- E+S Air (elitrasporto, operativa)
- Eagles Airlines (2010-2011, ribattezzata PRiMA Aero Trasporti Italiani)
- Easy Islands (2002-2004)
- EBA Italy(1993-1996)
- EGO Airways (2019-2022)
- ElbaFly (2006-2012)
- ELI-Linee Italiane (1956-1959, assorbita da Elivie)
- Eliabruzzo (elitrasporto, operativa)
- Elicampiglio (elitrasporto, operativa)
- Elicompany (elitrasporto, operativa)
- Elifly International (elitrasporto, operativa)
- Elifriulia (elitrasporto, operativa)
- Elilombarda (elitrasporto, operativa)
- Eliossola (elitrasporto, operativa)
- Elipadana (1959-1961)
- Elitaliana (1964-operativa, elitrasporto)
- Elitellina (1977-operativa, elitrasporto)
- Elivie (1959-1970, in precedenza ELI-Linee Italiane)
- Ernest Airlines (2017-2020, in precedenza Fly Ernest)
- Esperia Aviation Services (elitrasporto, operativa)
- EuReCa (1998-2002)
- Eurofly Service (1978-2019)
- Eurofly (1989-2010, assorbita in Meridiana)
- Eurojet Italia (1987-2007)
- Evolavia (2002-2007)
- Executive Aviation Services (1993-2005)
- Executive Blue (2009-2014)

## F

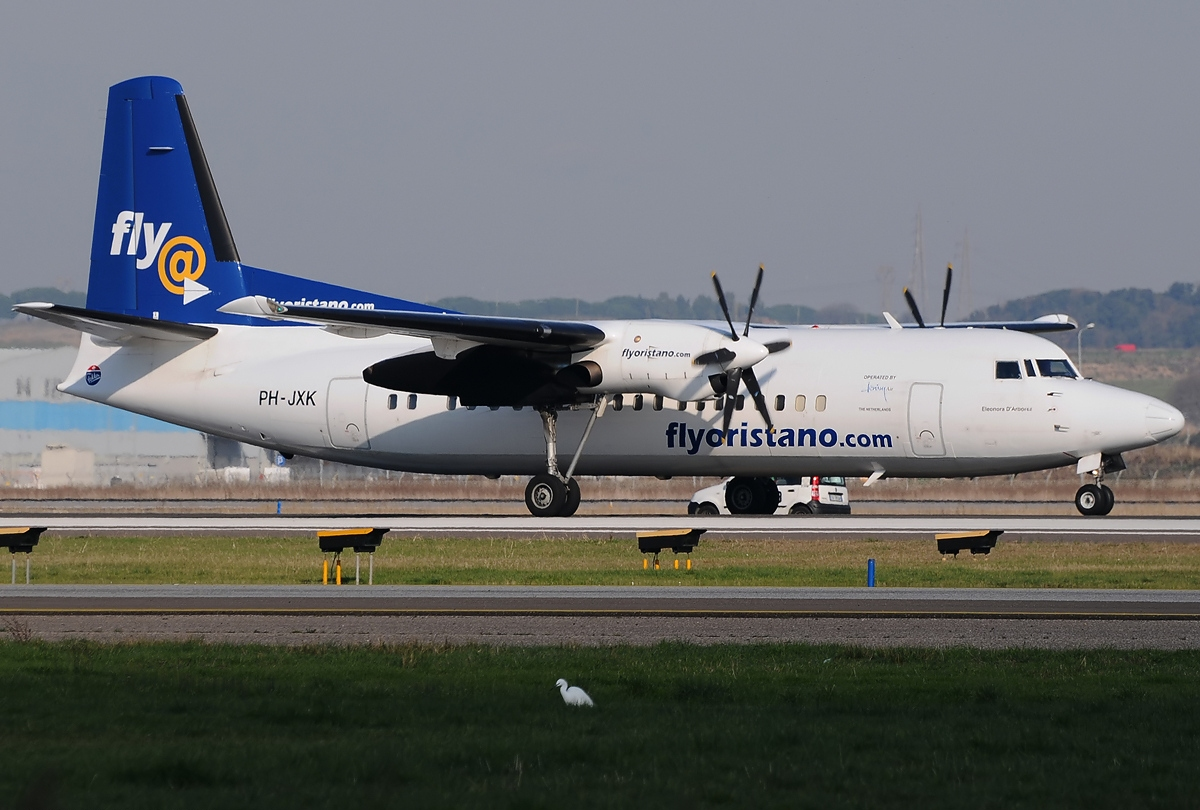
Un Fokker 50 di FlyOristano.

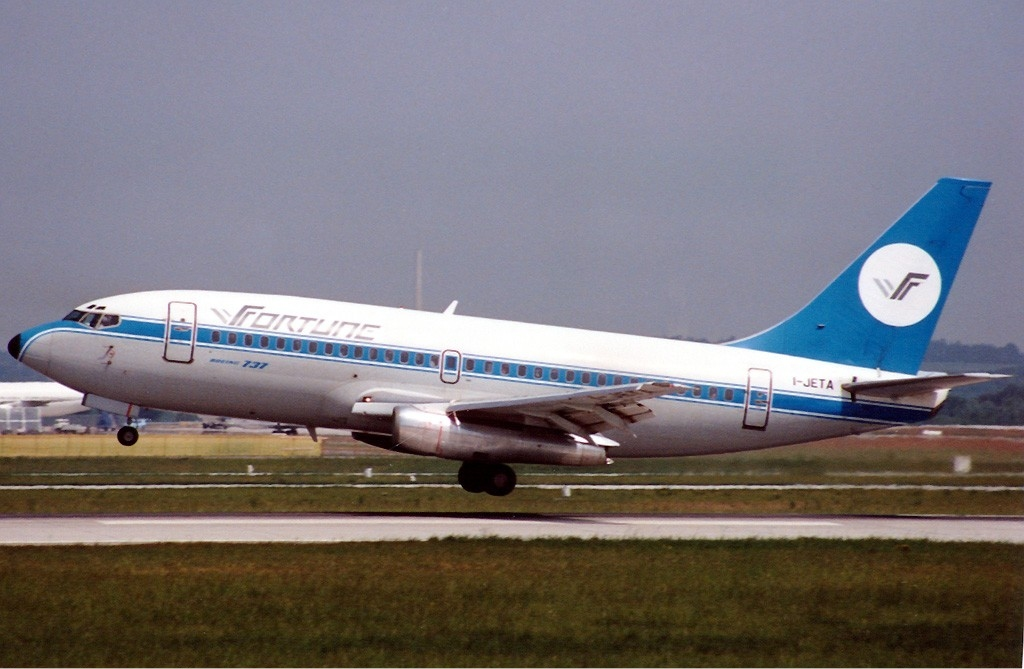
Un Boeing 737-200 di Fortune Aviation.

- Far Airlines (1994-1999)
- Federico II Airways (1998-2001)
- Fly Ernest (2015-2017, ribattezzata Ernest Airlines)
- FlyLeOne (licenza sospesa dal 17/02/2025)
- Fly Marche (2017-2017)
- Fly Wex (2004-2007, in precedenza SixCargo)
- FlyOnAir (2009-2012, in precedenza OnAir)
- FlyOristano (2010-2011)
- Flyplanet (2012-2014)
- Fortune Aviation (1979-1994, ribattezzata Noman)
- Foxair (1995-2009, assorbita da K-Air)
- Free Airlines (1996-2001)
- Free Airways (2001-2003)
- FreeAir Helicopters (1996-2001)

## G
- Gandalf Airlines (1998-2004)
- Gitanair (1989-1990)

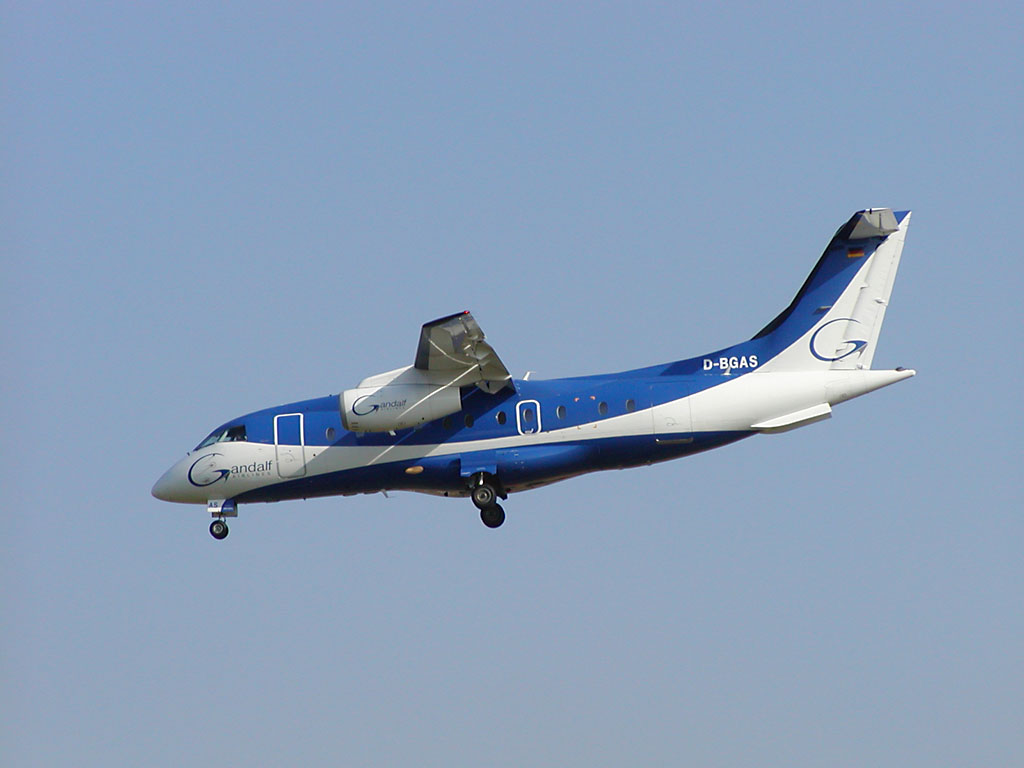
Il Fairchild Dornier 328JET D-BGAS di Gandalf Airlines.

- GMG Aviation (elitrasporto, operativa)
- Goldwing Airlines (2000-2001)
- GrandaExel (2003-2004)

## H
- Helisirio (fallita)
- Helitalia (fallita)
- Heliwest (elitrasporto, operativa)
- Helixcom (elitrasporto, operativa)
- Hoverfly (2009-operativa, elitrasporto)

## I
- Idrolines (2009-2011)

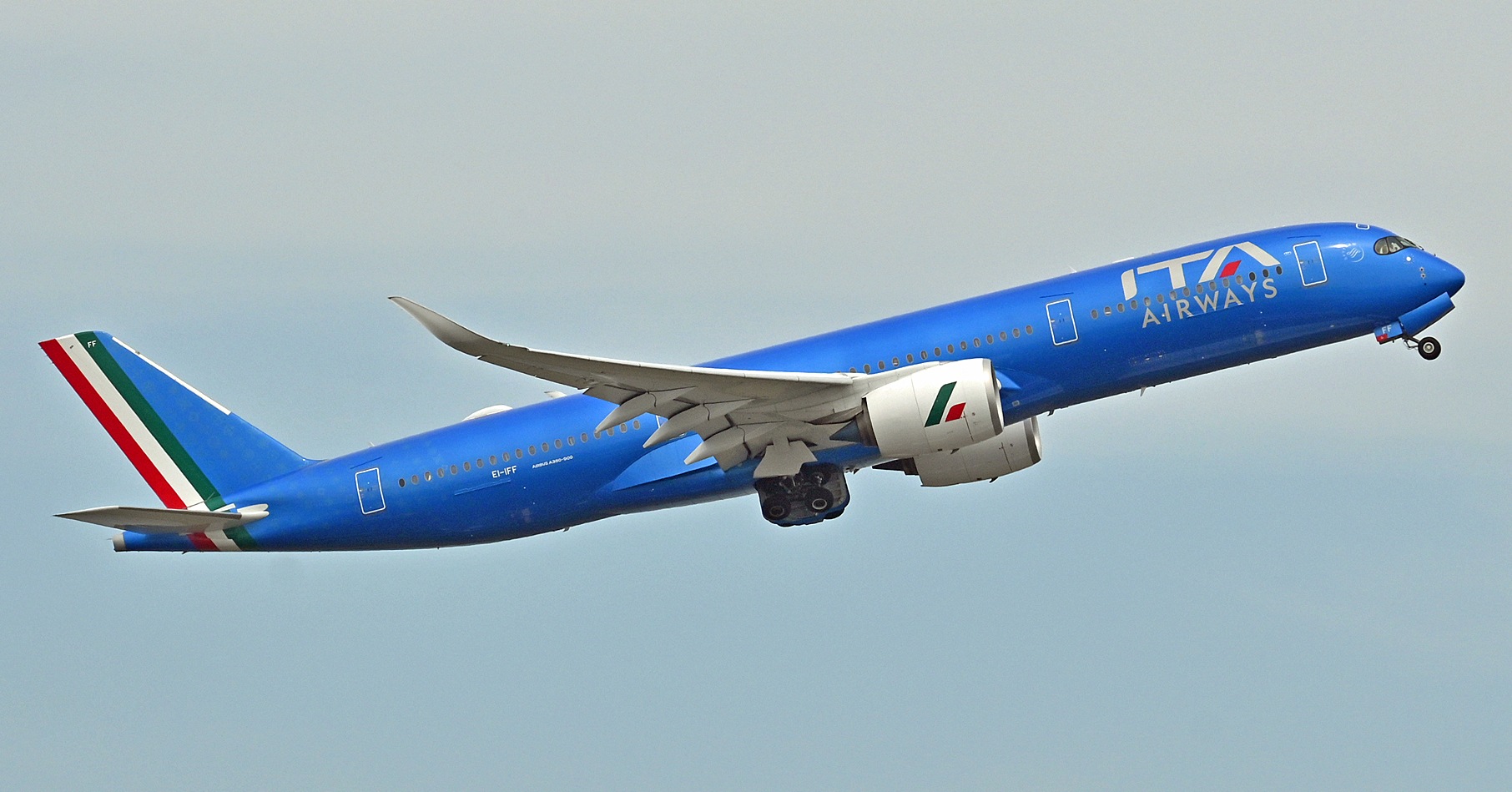
Un Airbus A350-900 di ITA Airways.

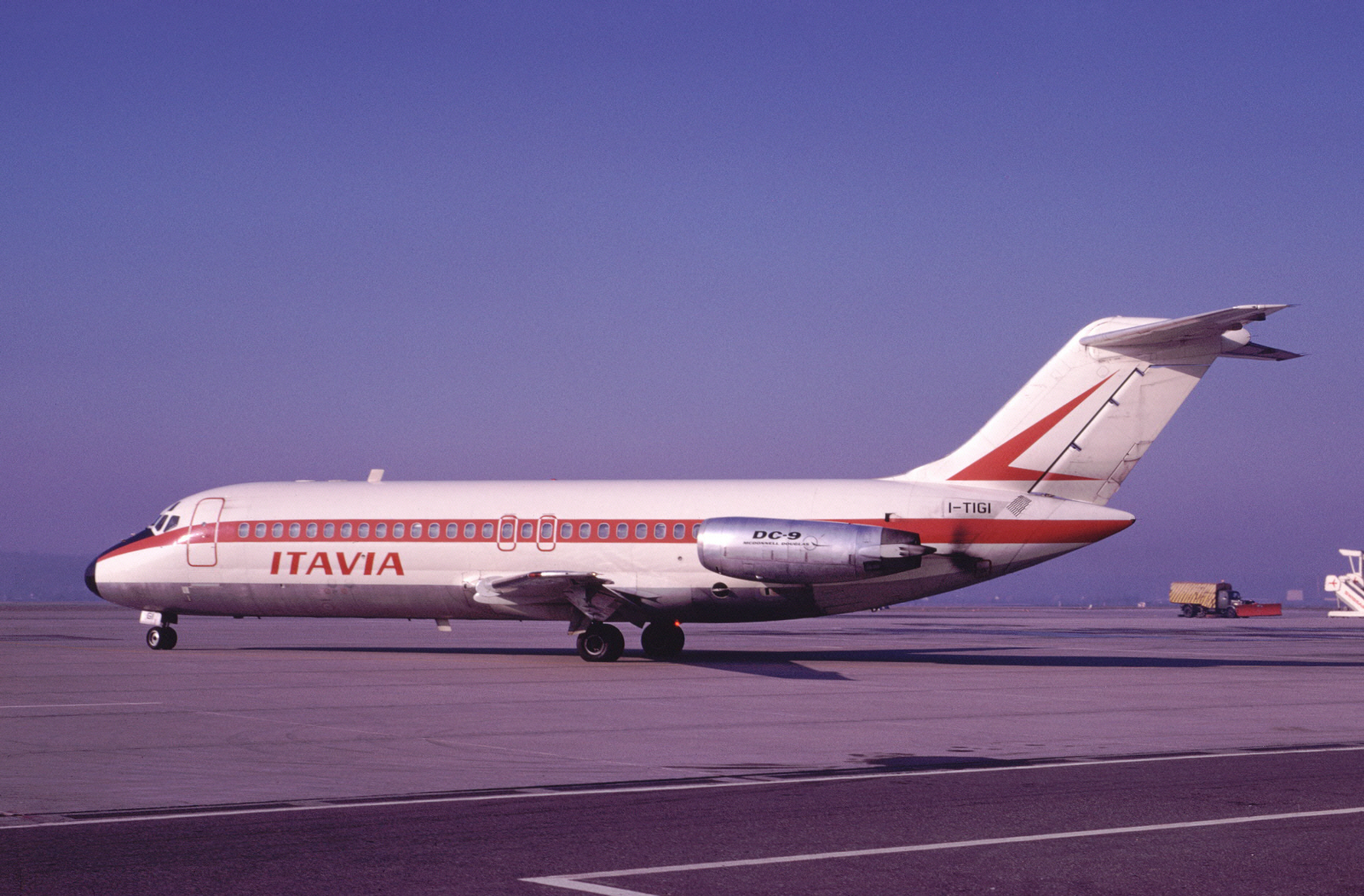
Il DC-9 I-TIGI di Itavia.

- Il Ciocco International Travel Service (elitrasporto, operativa)
- InterJet (licenza sospesa dall'8/05/2024)
- International Flying Services (1989-1998)
- ITA Airways (2021-operativa, in precedenza Alitalia - Società Aerea Italiana)
- Italair (1996-2000)
- Italfly (elitrasporto, operativa)
- ItAli Airlines (2004-2011, in precedenza TAI-Trasporti Aerei Italiani)
- ItaliaTour Airlines (2008-2009)
- ItalJet (1988-1992)
- Italy First (1999-2006)
- Itavia (1958-1981)

## J
- Jetcom (operazioni sospese)
- Jonio Airlines (2005-2006)

## K
- K-Air (2009-2018, in precedenza Foxair)

## L

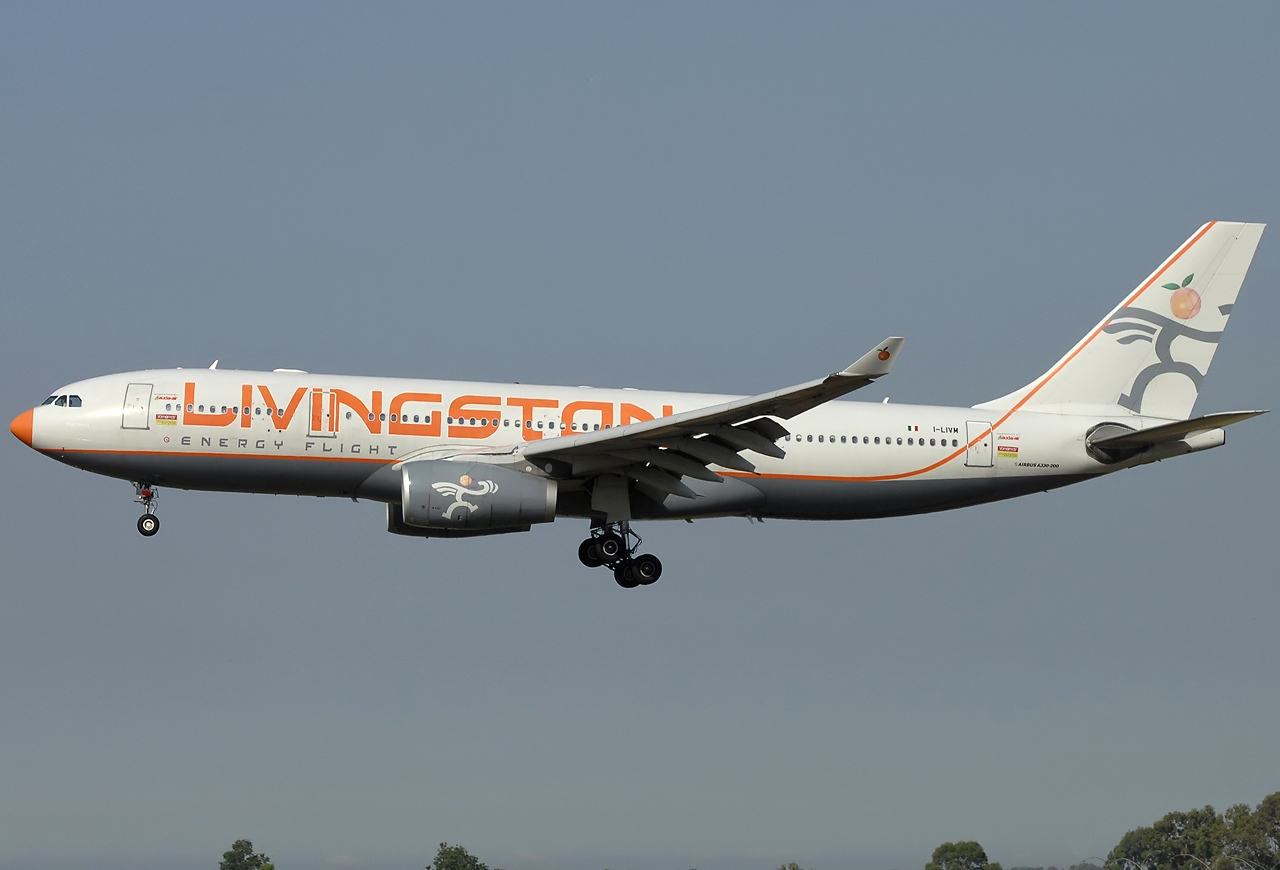
Un Airbus A330-200 di Livingston Energy Flight.

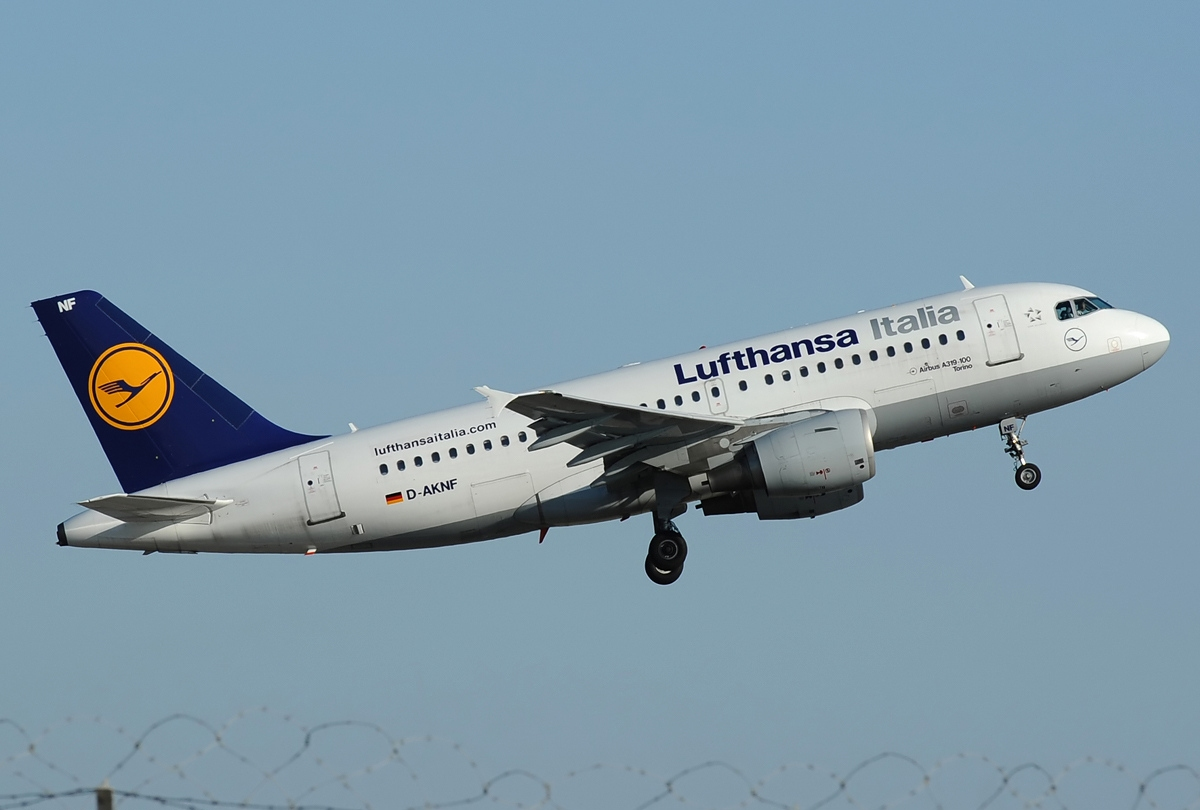
Un Airbus A319-100 di Lufthansa Italia.

- Lauda Air Italia (1990-2005, assorbita da Livingston Energy Flight)
- Leader (operativa)
- Levriero Fly (2009-2011)
- LAI-Linee Aeree Italiane (1946-1957, fusa con Alitalia - Aerolinee Italiane Internazionali per formare Alitalia-Linee Aeree Italiane)
- LATI-Linee Aeree Transcontinentali Italiane (1939-1941)
- Link Air Express (2006-2008)
- Livingston Energy Flight (2003-2010)
- Livingston Compagnia Aerea-New Livingston S.p.A (2011-2014)
- Lufthansa Italia (2008-2011)

## M
- Med Airlines (1997-2001)
- Mediteravia (1959-1964)
- Megaride Air (2011-2012)

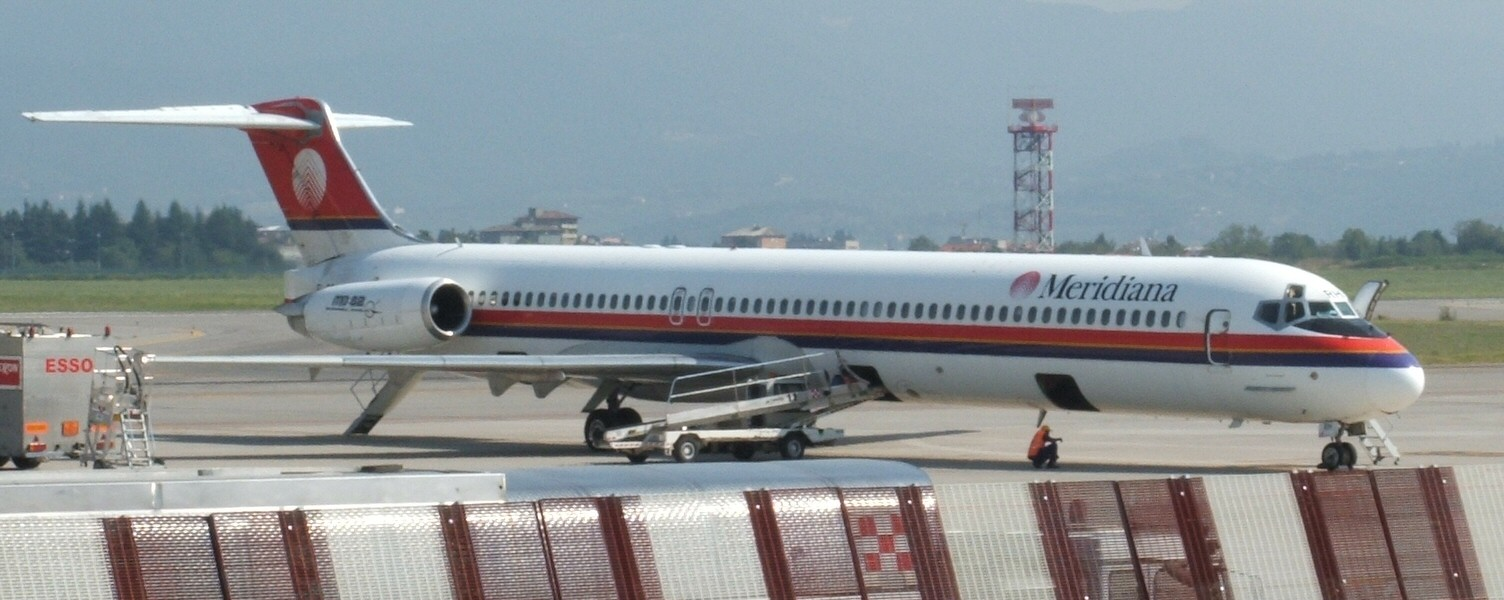
Un MD-83 di Meridiana.

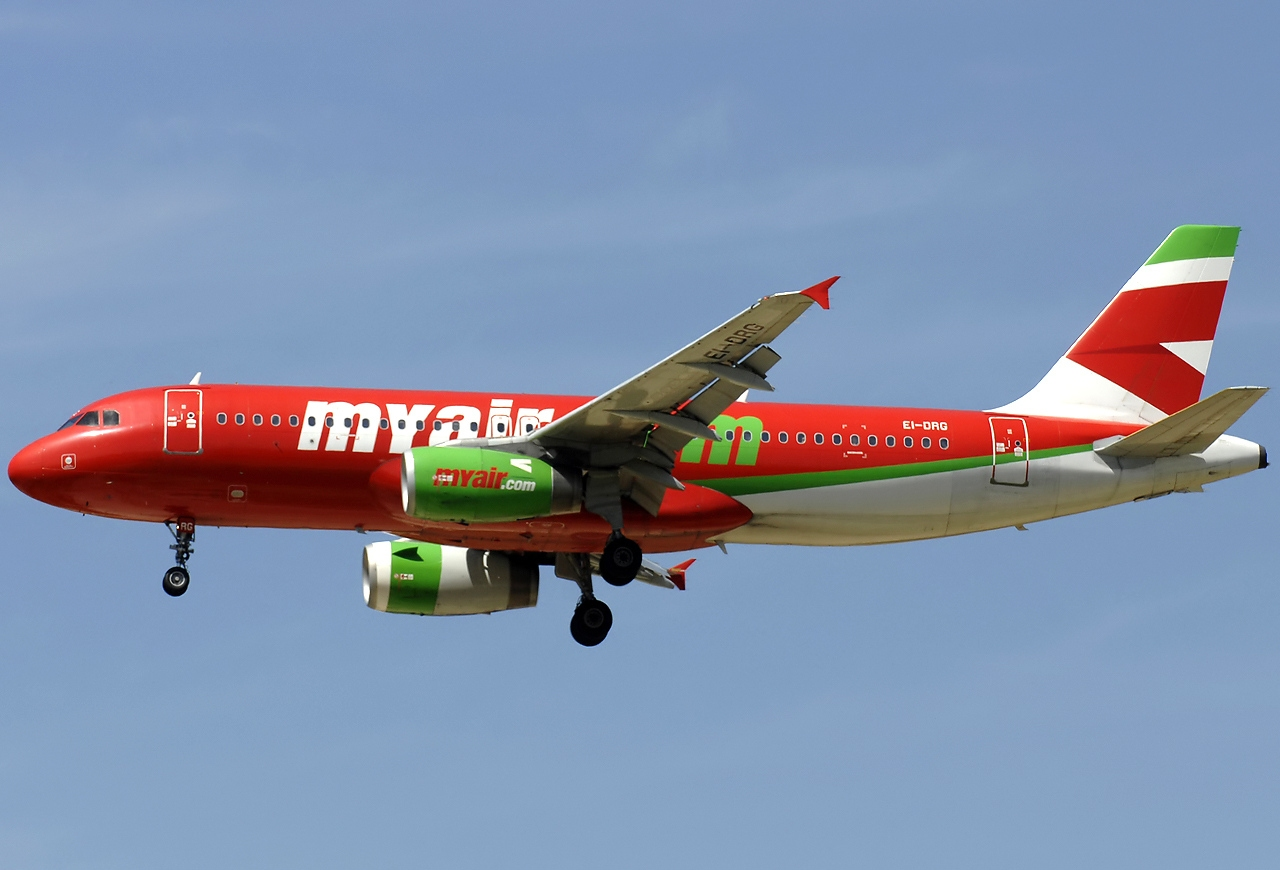
Un Airbus A320-200 di Myair.com.

- Meridiana (1991-2018, in precedenza Alisarda)
- Milair (1990-1992, ribattezzata Alistar)
- Minerva Airlines (1996-2003)
- MiniLiner (1981-2015)
- Mistral Air (1981-2019, ribattezzata Poste Air Cargo)
- MSC Air (2024-operativa, in precedenza AlisCargo Airlines)
- Myair.com (2004-2009)
- Mycopter (elitrasporto, operativa)
- MyJet (2015-2016)

## N

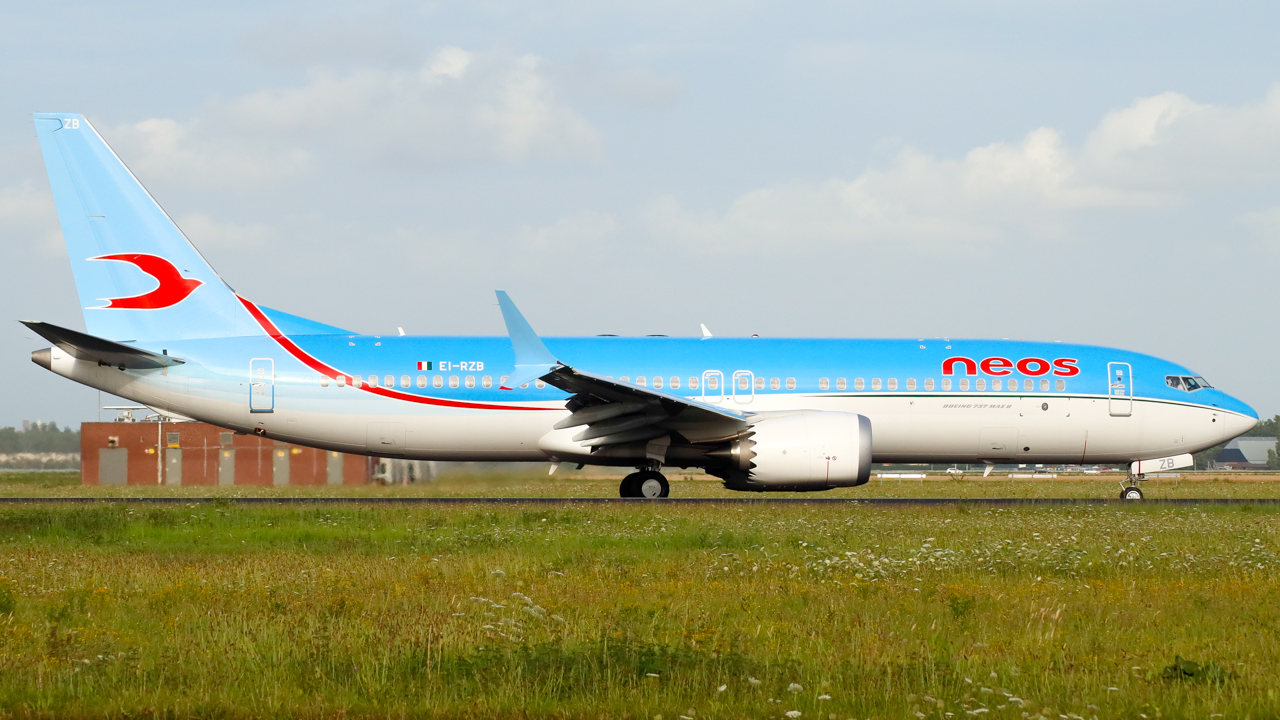
Un Boeing 737 MAX 8 di Neos Air.

- National Jet Italia (2000-2001)
- Neos Air (2002-operativa)
- Noman (1994-1997, in precedenza Fortune Aviation)
- Nordend (elitrasporto, operativa)
- North West Service (elitrasporto, operativa)
- Novaris (elitrasporto, operativa)

## O
- Ocean Airlines (2003-2008)
- On Air (2006-2009, ribattezzata FlyOnAir)

## P

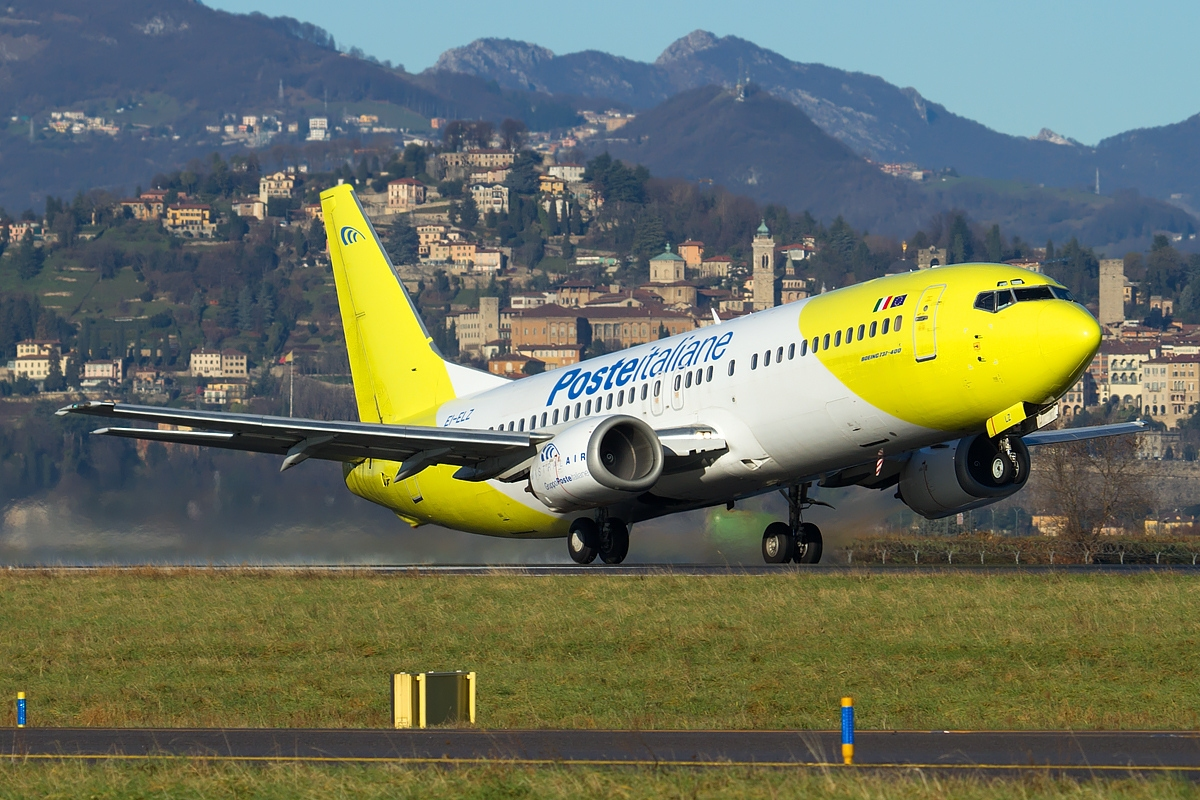
Un Boeing 737-400(SF) di Poste Air Cargo.

- Panair (2001-2003)
- Posta Aerea Transadriatica (1918-1919)
- Poste Air Cargo (2019-operativa, in precedenza Mistral Air)
- PRiMA Aero Trasporti Italiani (2011-2011, in precedenza Eagles Airlines)
- Provincia Autonoma di Trento (elisoccorso)

## R
- Rotkopf Aviation (2008-2011)

## S

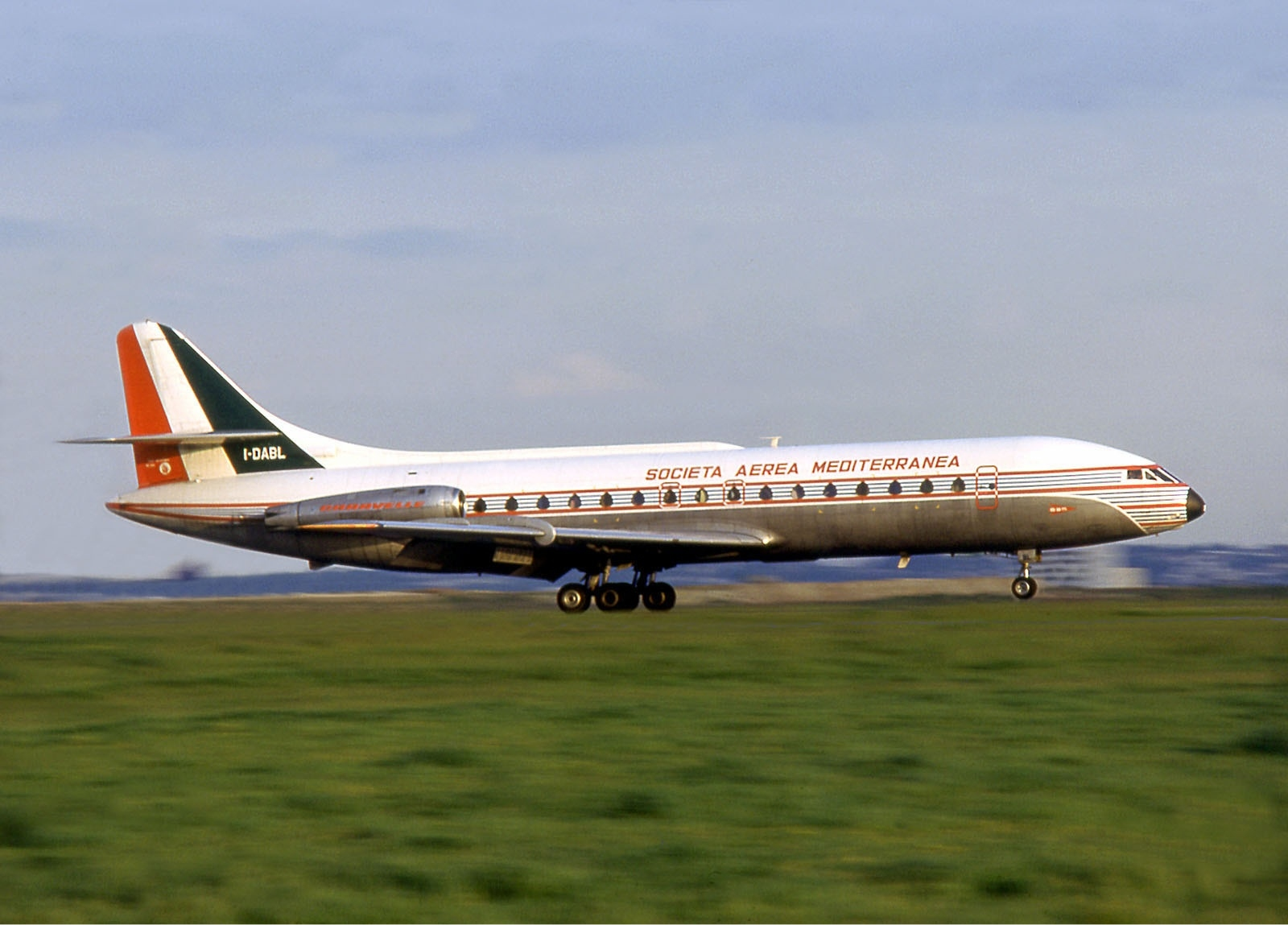
Un Sud Aviation Caravelle della SAM-Società Aerea Mediterranea.

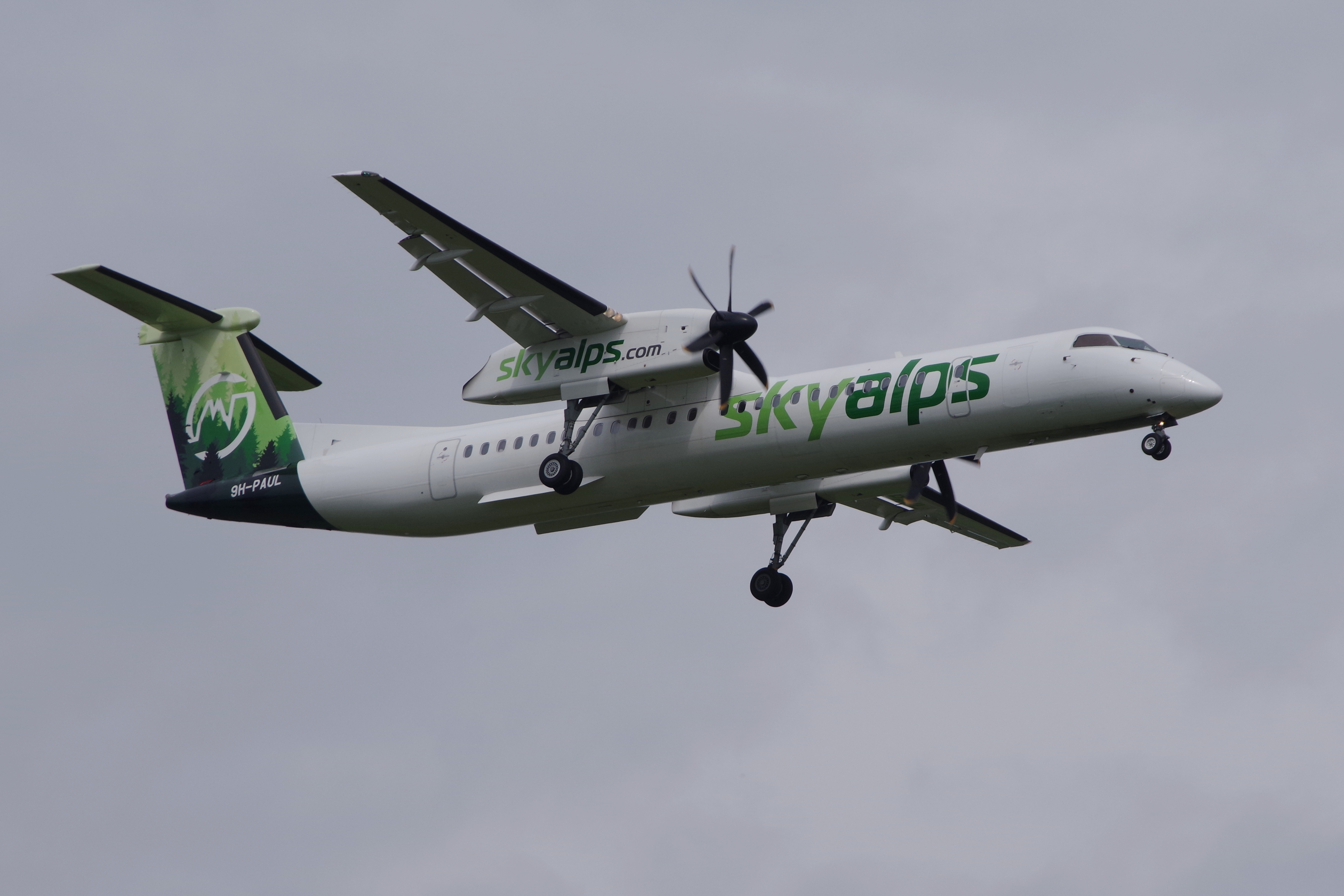
Un De Havilland DHC-8 di SkyAlps.

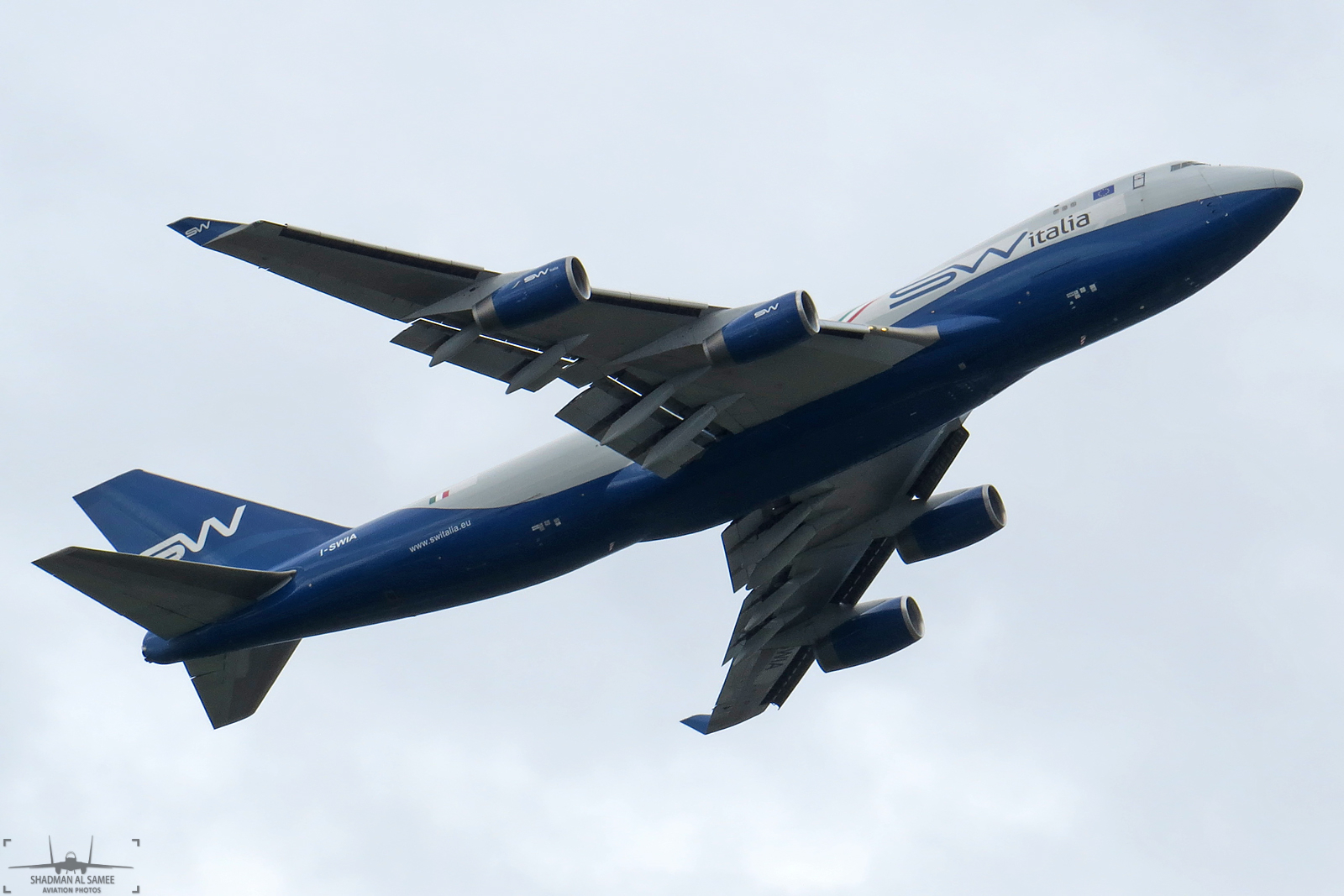
Il Boeing 747-400F I-SWIA di SW Italia.

- Sagittair (1990-1991, in precedenza Aero Taxi Sud)
- SAM-Società Aerea Mediterranea (1928-1934, assorbita da Ala Littoria; 1959-1977, sussidiaria di Alitalia)
- SANA-Società Anonima Navigazione Aerea (1925-1934, assorbita da Ala Littoria)
- Sardinian Sky Service (operativa)
- SATT-Società Avio Trasporti Torino (1961-1968)
- SAV-Società Aerea Veneziana (1973-1974, ribattezzata Aeropa)
- Serib Wings (1988-1999)
- Servizi Aerei (operativa)
- Si Fly (1999-2001)
- Sirio (1984-operativa)
- SISA-Società Italiana Servizi Aerei (1926-1934, assorbita da Ala Littoria; 1946-1949, fusa in ALI-Flotte Riunite)
- SixCargo (2001-2004, ribattezzata Fly Wex)
- Sky Aviation (elitrasporto, operativa)
- Sky Services (operativa)
- SkyAlps (2021-operativa)
- Skybridge AirOps (2005-2014)
- SLAM Lavori Aerei (1974-operativa)
- Small Planet Airlines Italia (2010-2014)
- SmartLynx Italia (2009-2010)
- SNA-Società di Navigazione Aerea (Salpanavi) (1947-1948, assorbita in Aerea Teseo)
- Star Work Sky (1981-operativa, elitrasporto)
- Sunline (1993-1994)
- SW Italia (2015-2019)

## T

Un Boeing 737-300 di TEA Italia.

- TAS Airways (1987-1995)
- TEA Italia (1990-1995)
- Topjet Executive (operativa)
- Transadriatica (1926-1931, fusa nella SAM; 1947-1949, fusa in ALI-Flotte Riunite)
- Transavia (1961-1962)
- Transavio (1980-1995)
- TAI-Trasporti Aerei Italiani (2003-2004, in precedenza Air Columbia. Ribattezzata ItAli Airlines)
- Trawel Fly (2009-2014)
- Turavia Linee Aeree Turistiche (1967-1971)

## U
- Unifly Express (1980-1990)

## V
- Victoria Airlines (1998-1998)
- VIP-Air (1966-1990)

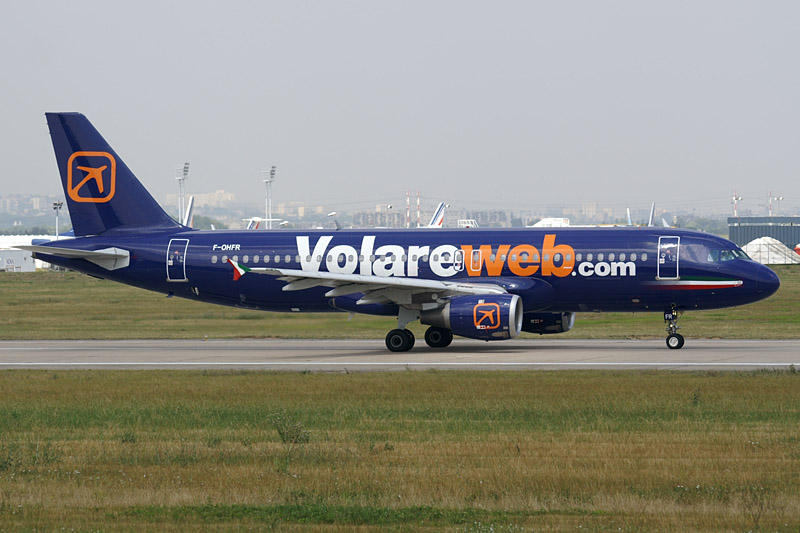
Un Airbus A320-200 di Volareweb.com.

- Volare Airlines|Volareweb.com (1997-2015)
- VolaSalerno (2008-2008)
- VoliAmo (2007-2008)
- VoliRegionali (2005-2006)

## W

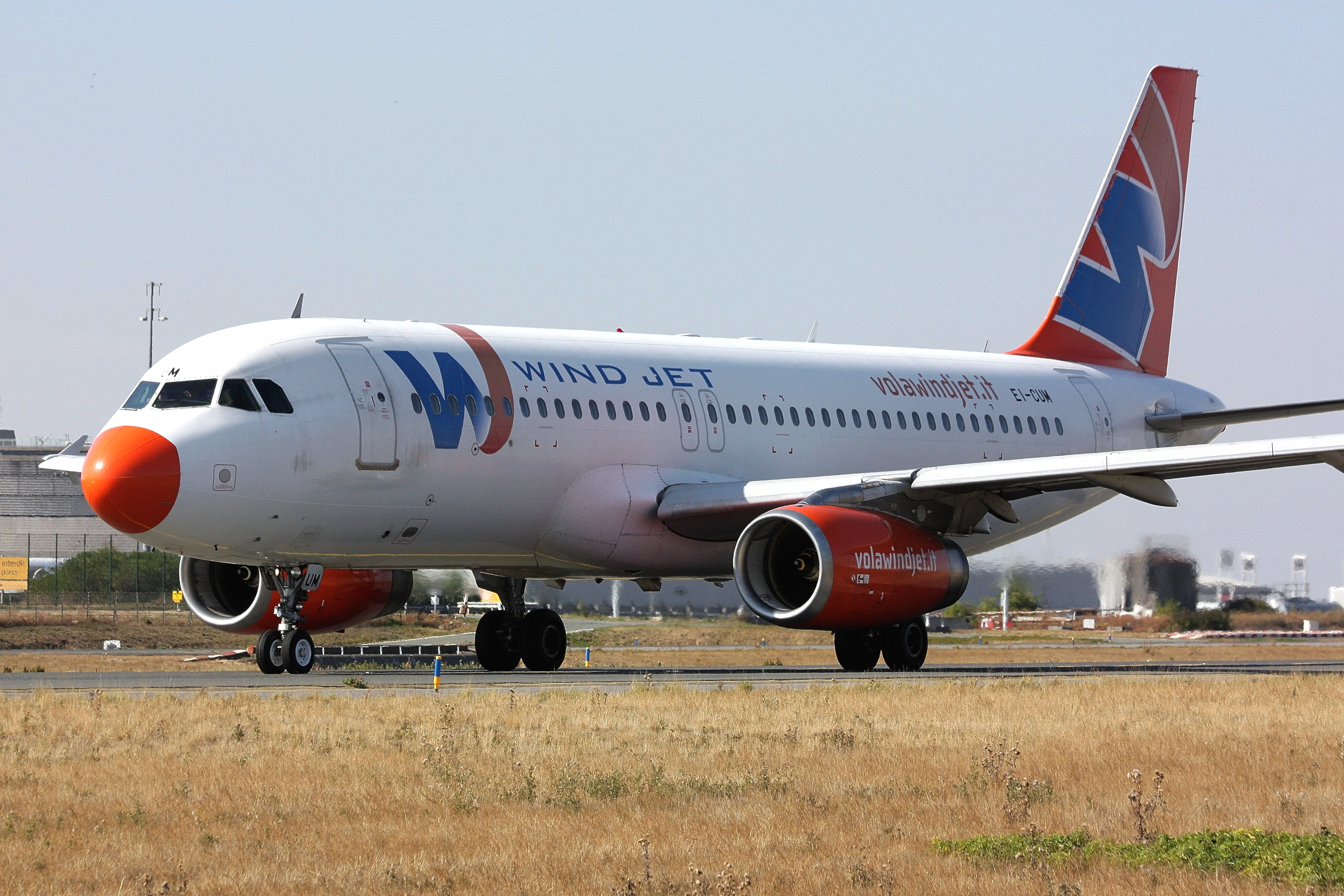
L'Airbus A320-200 EI-CUM all'aeroporto Charles de Gaulle di Parigi di Wind Jet.

- Westair Helicopters (elitrasporto, operativa)
- Wind Jet (2003-2012)

## Y
- Yes Air (2005-2005)